# Saint-Sylvestre-Cappel

Saint-Sylvestre-Cappel este o comună în departamentul Nord, Franța. În 1 ianuarie 2022 avea o populație de 1.151 de locuitori.